# アイザイア・ラシャド
アイザイア・ラシャド（英: Isaiah Rashad、本名: Isaiah Rashad McClain、1991年5月16日 - ）はアメリカ合衆国テネシー州チャタヌーガ出身のラッパー、歌手、ソングライター、音楽プロデューサー。
2012年のSmoker's Clubツアーに参加したことをきっかけにブレイクし、翌年トップ・ドッグ・エンターテインメントと契約。2014年にEP『Civil Demo』が評論家から評価され、米Billboard 200で40位を記録、XXL誌のfreshman class選出される。2016年にはデビューアルバム『The Sun's Tirade』をリリース、全米17位を記録した。

## 生い立ち
1991年5月16日、アイザイア・ラシャド・マクレーンはテネシー州チャタヌーガで生まれる。アイザイアは主に美容師の母に育てられる。父親は3歳の頃に蒸発。小さい頃に聴いていたのはトゥー・ショートやスカーフェイスといったものであった。アイザイアの夢は説教師であったが、アウト・キャストのATLiensを中学生の時に聴き、考えを変えた。10年生の頃にラップを始める。

## 来歴

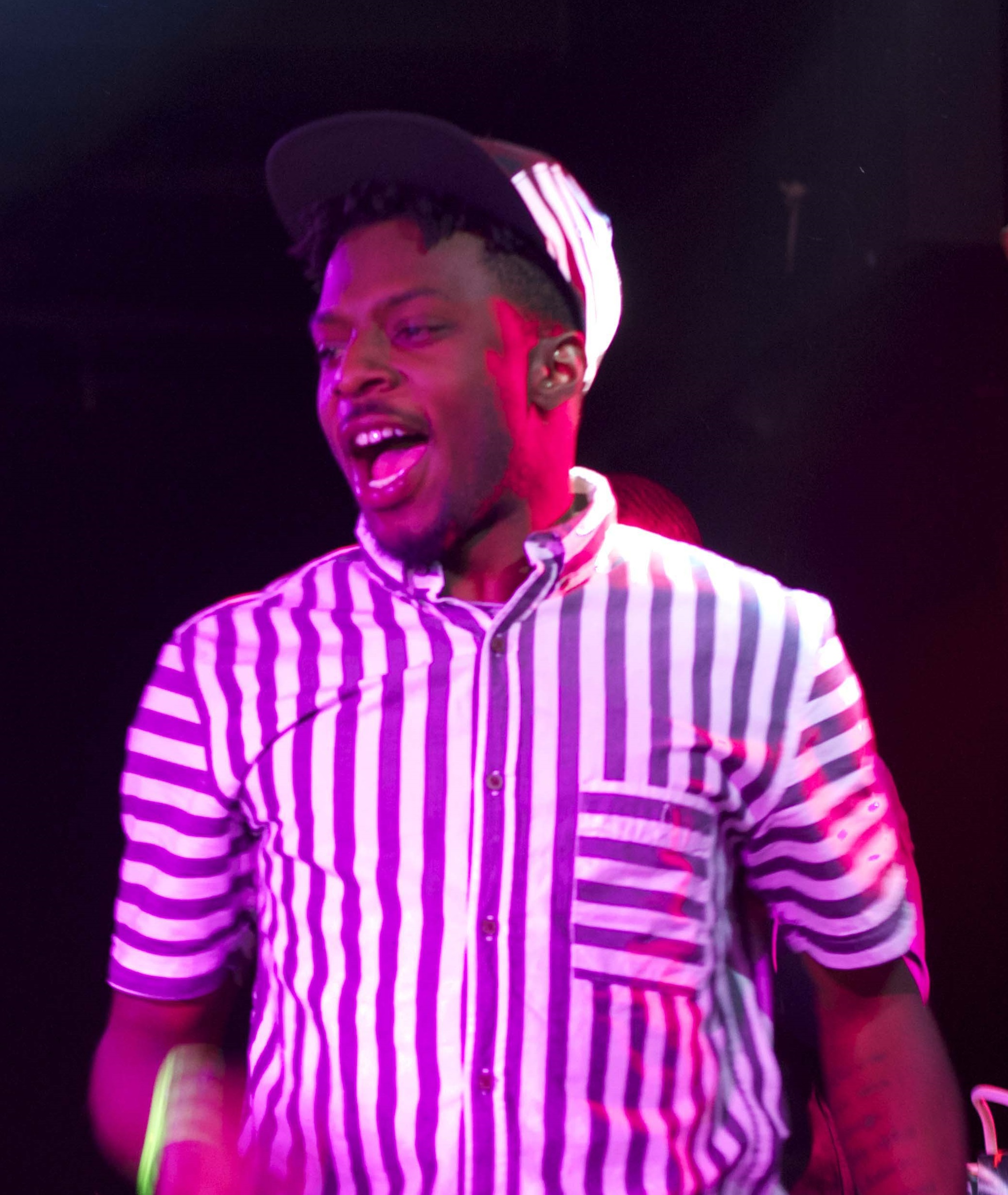
ステージに立つIsaiah Rashad（2014年）

2012年、ジューシー・J、Joey Badass、Smoke DZAなどが参加するSmoker's Club Tourに出演したことをきっかけに知名度を上げる。
2013年3月には、カリフォルニア州ロサンゼルスカーソンにベースを置くトップ・ドッグ・エンターテインメントと契約を結ぶ。
2014年1月28日にEP盤である『Civil Demo』をリリース。このEPは評論家から称賛を受け、アメリカのBillboard 200で40位を記録する。この称賛を受け、XXL誌のfreshman classの2014年度に選出される。
2016年9月2日にはデビューアルバムである『The Sun's Tirade』をリリース。このアルバムはBillboard 200で17位を記録する。

## 音楽性

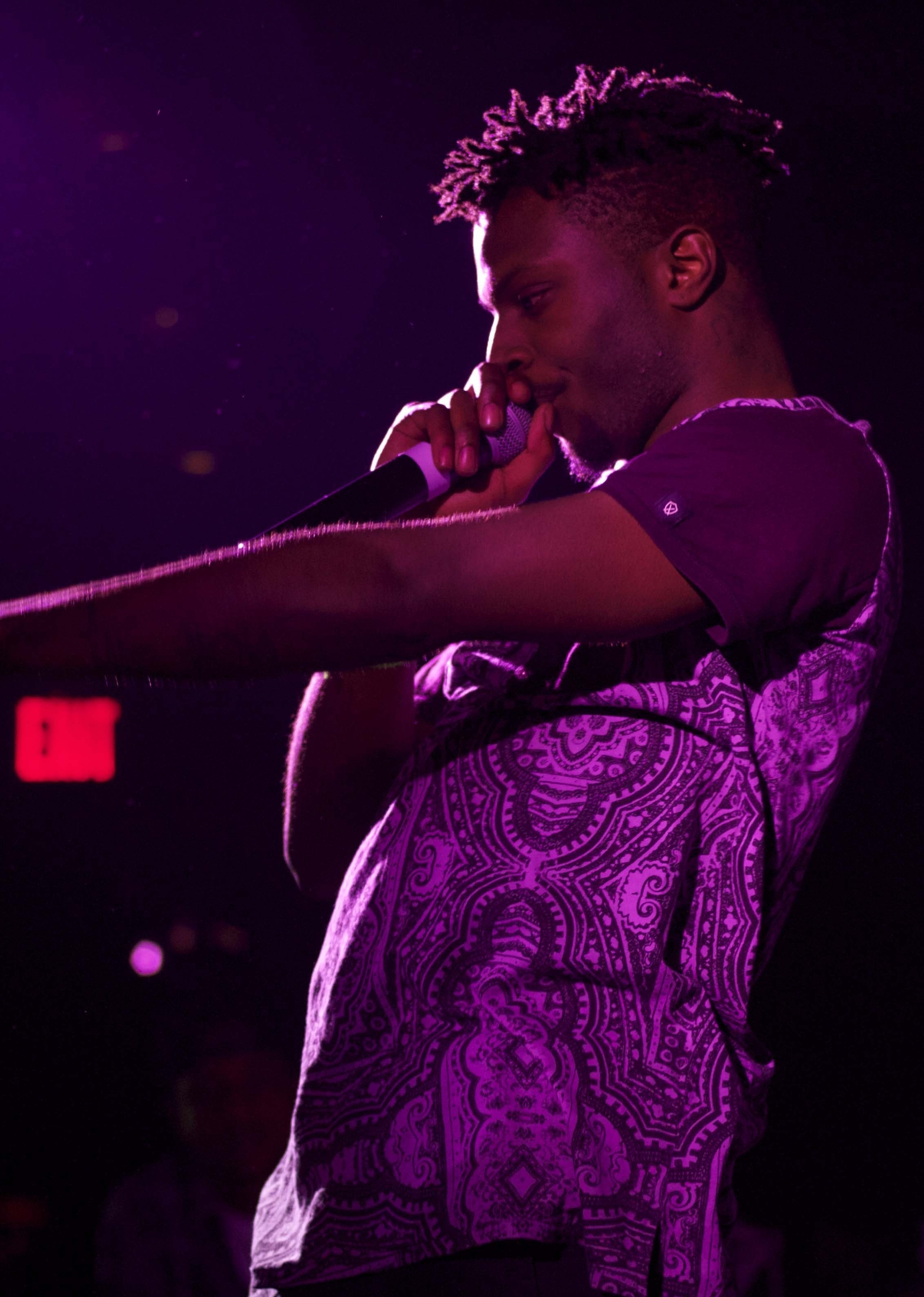
ライブでのIsaiah Rashad（2014年）

### 影響を受けたアーティスト
アイザイア・ラシャドはジェイ・Z、ナズ、スヌープ・ドッグ、アウト・キャスト、ノー・リミット・レコード、キャッシュ・マネー・レコード、エリカ・バドゥ、フージーズ、KRSワン、UGK、R・ケリー、スリー・6・マフィア、カニエ・ウェスト、ブーツィー・コリンズ、ジョージ・クリントン、ジェームズ・ブラウン、スモーキー・ロビンソン、ゴリラズなどを聴き育つ。主にアウト・キャストのビッグ・ボーイ、スカーフェイス、ジェイ・Zを最大の影響として挙げる。その後のXXLでのインタビューでは、アウト・キャスト、エリカ・バドゥ、ナールズ・バークレイ、スクールボーイ・Q、T.I.、リル・ウェインを挙げている。

## 人物

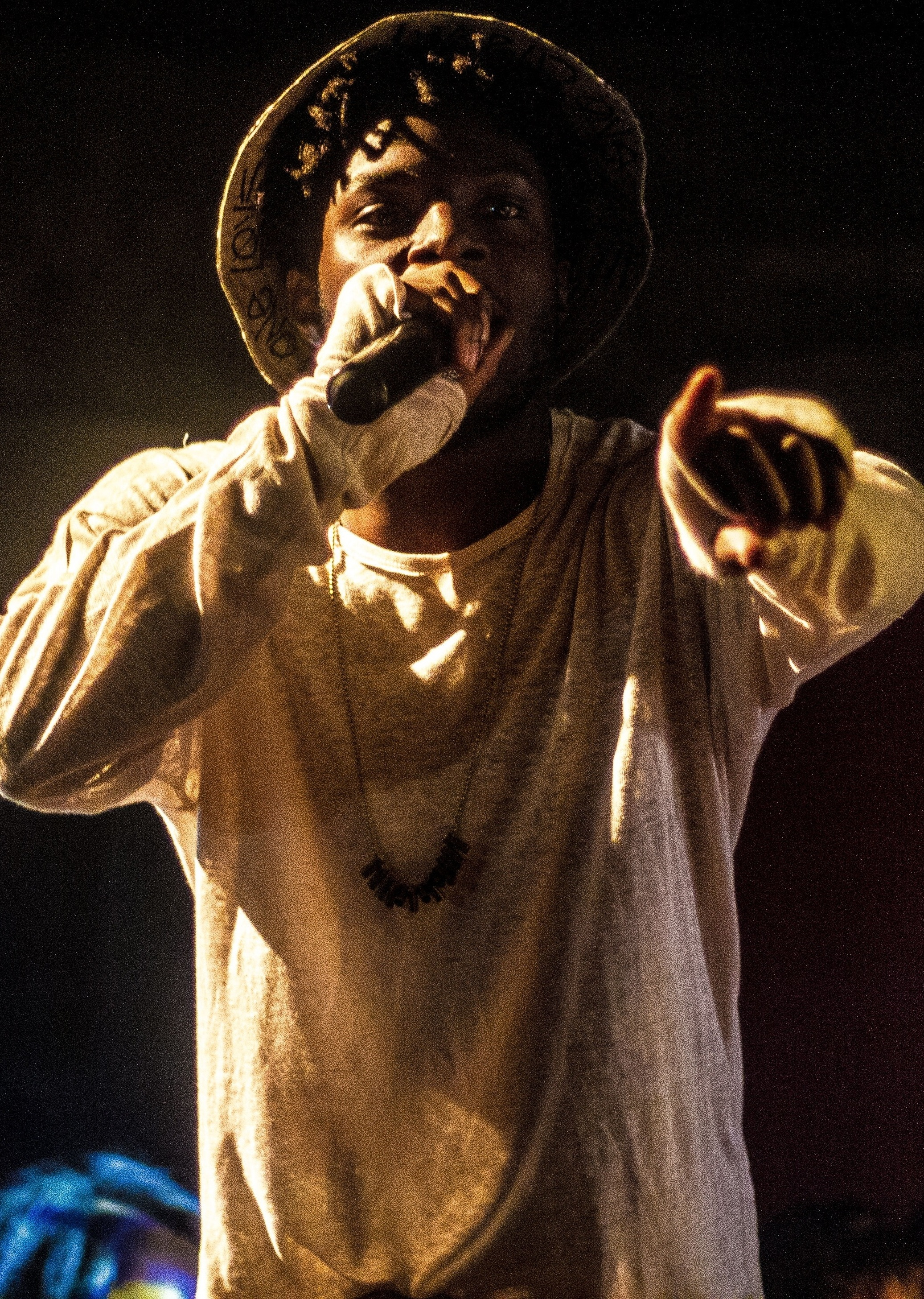
ライブでのIsaiah Rashad（2014年）

アイザイア・ラシャドには、長年のガールフレンドとの間に2013年に生まれた息子がいる。2015年には別の女性との間にも子供がいると発覚した。
『The Sun's Tirade』のプロモーション中、ザナックスやアルコールの依存症になり、『Cilvia Demo』や『The Sun's Tirade』の製作中はうつ病に苦しんでいたことを明らかにする。
Vice社のインタビューでは、19歳の頃には自殺傾向があったと明かしている。

## ディスコグラフィ
主なアルバムとミックステープ
- Cilvia Demo (2014年)
- The Sun's Tirade (2016年)